# Eonessa anaticula
Eonessa anaticula — вимерлий вид птахів, що існував в еоцені та має спірне систематичне положення.

## Скам'янілості
Скам'янілі рештки виду знайдені у відкладеннях формування Уїнта у штаті Юта, США. Скам'янілості датуються середнім еоценом, 46-42 млн років тому. Голотип під номером 14399 зберігаються у палеонтологічній колекції Принстонського університету. Вид описаний по зразку 13 см завдовжки, який складається з частини крила (від п'ясткових кісток до частини передпліччя).

## Класифікація
Автор описання виду Александр Ветмор відніс вид до родини Качкові (Anatidae) до монотипової підродини Eonessinae на основі схожості кісток птаха із кістками сучасного виду Oxyura jamaicensis. У 1978 році Сторр Олсон та Аллан Федуччія вивчили голотип та віднесли вид до родини inserta sedis поліфілетичного ряду Журавлеподібні (Gruiformes).